# Daisy (Arkansas)
Daisy es un pueblo ubicado en el condado de Pike en el estado estadounidense de Arkansas. En el Censo de 2010 tenía una población de 115 habitantes y una densidad poblacional de 30,79 personas por km².

## Geografía
Daisy se encuentra ubicado en las coordenadas 34°14′9″N 93°44′21″O / 34.23583, -93.73917. Según la Oficina del Censo de los Estados Unidos, Daisy tiene una superficie total de 3.73 km², de la cual 2.95 km² corresponden a tierra firme y (20.94%) 0.78 km² es agua.

## Demografía
Según el censo de 2010, había 115 personas residiendo en Daisy. La densidad de población era de 30,79 hab./km². De los 115 habitantes, Daisy estaba compuesto por el 95.65% blancos, el 0% eran afroamericanos, el 2.61% eran amerindios, el 0% eran asiáticos, el 0% eran isleños del Pacífico, el 1.74% eran de otras razas y el 0% pertenecían a dos o más razas. Del total de la población el 1.74% eran hispanos o latinos de cualquier raza.